# يحيى المسلم
يحيى المسلم لاعب كرة قدم سعودي من مواليد 7 يناير 1987، يلعب في مركز الدفاع .
كانت بداياته مع نادي الرائد و انتقل إلى نادي الهلال في عام 2012 و بعدها انتقل إلى نادي الوحدة في عام 2016 لمدة موسم وبعدها عاد إلى نادي الرائد.

## روابط خارجية
- يحيى المسلم على موقع Soccerway.com (الإنجليزية)